# Хайнрих Лъв
Хайнрих Лъв (на немски: Heinrich der Löwe; * 1129/1130 или 1133/1135; † 6 август 1195, Брауншвайг) от фамилията Велфи, е от 1142 до 1180 г. херцог на Саксония (Хайнрих III), също от 1156 до 1180 г. херцог на Бавария (Хайнрих XII).

## Живот
Син е на Хайнрих Горди († 1139) и Гертруда Саксонска (Суплинбург), единствената дъщеря на император Лотар III.
Хайнрих Лъв наследява собствеността на майка си в Саксония. Майка му се омъжва втори път за Хайнрих II Язомиргот († 1177). Хайнрих е братовчед на император Фридрих I Барбароса, който го подкрепя.
През 1147 г. Хайнрих Лъв заедно с херцог Албрехт Мечката възглавява кръстоносния поход на изток против славяните, завършващ неудачно.
Хайнрих, като херцог на Саксония, има през 1152 г. решително участие в коронизацията на братовчед му Фридрих Барбароса. Затова през следващите години той е подпомаган от Барбароса. През 1156 г. той получава и Баварското херцогство.
Хайнрих Лъв построява мост на река Изар, който търговците на сол, добивана в Райхенхал, са задължени да ползват. Около моста е основан град Мюнхен.
През 1172 г. Хайнрих прави поклонение до Йерусалим с 500 войници и архиепископ Балдуин I от Бремен и епископа на Любек Конрад I фон Ридагсхаузен. През началото на януари 1173 г. се връща обратно в Брауншвайг.
Когато Хайнрих Лъв отказва участие в похода на императора в Италия, Фридрих организа над него съдебен процес (1180 г.). В резултат Хайнрих Лъв е лишен от повечето му владения (в негови ръце останали само Брауншвайг и Люнебург).
Хайнрих Лъв умира на 6 август 1195 г. в Брауншвайг.
- Короноването на Хайнрих Лъв от „Евангелие на Хайнрих Лъв“
- Уелф по време на управлението на Хайнрих Лео

## Фамилия
Първи брак: с Клеменция от Церинген († 1167) (Церинги) от 1147 до 1162 г., дъщеря на Конрад, херцог на Церинген и Клеменция от Дом Намюр; те имат децата:
- Гертруда от Бавария (1155 – 1197), омъжва се за херцог Фридрих IV от Швабия, и за крал Кнуд от Дания
- Рихенза (1157 – 1167)
- Хайнрих, умира млад

Втори брак: през 1168 с Матилда Плантагенет (Плантагенет), дъщеря на крал Хенри II от Англия и Елеонор Аквитанска; те имат децата:
- Рихенза (1172 – 1204), също наричана Матилда, омъжва се за Жофруа III дьо Перш, граф на Перш, и Ангеран III де Куси
- Хайнрих Старши (1173 – 1227), пфалцграф на Рейн (1195 – 1212)
- Лотар от Бавария (1174 – 1190)
- Ото IV, император на Свещената Римска империя (1209 – 1218) и херцог на Швабия (1175 – 1218)
- Вилхелм (1184 – 1213)
- Елеанор (* 1178), умира млада
- Ингибиорг (* 1180); умира млада
- син (* и † 1182)

Със своята любовница Ида от Блискастел има една дъщера:
- Матилда, омъжва се за Хайнрих Борвин I, княз на Мекленбург